# Glöckler-Porsche
Unter dem Namen Glöckler-Porsche, anfänglich auch „Glöckler-Eigenbau“, stellte der Frankfurter Automobilhändler Walter Glöckler in der frühen Nachkriegszeit mehrere Sportwagen her, die zum großen Teil auf technischen Komponenten von Volkswagen bzw. Porsche beruhten. Der Glöckler-Porsche 1500 Super von 1953 gilt als unmittelbarer Vorgänger des Porsche 550.

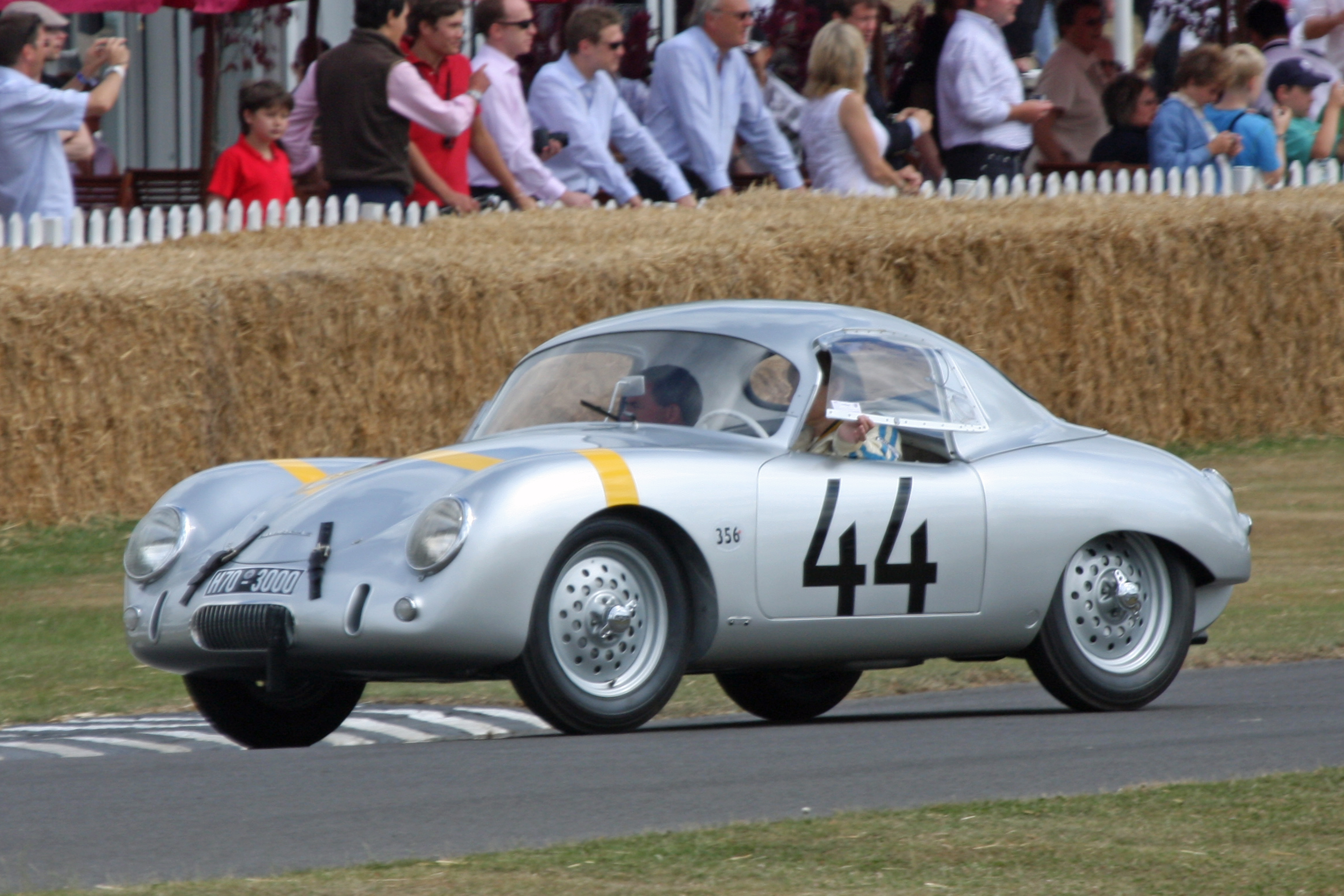
Glöckler-Porsche (Nr. 4) aus dem Jahr 1952, hier beim Goodwood Festival of Speed 2009

## Unternehmensgeschichte
Das Unternehmen Glöckler war seit dem Ersten Weltkrieg als Motorrad- und Automobilhändler in Frankfurt am Main tätig. Zunächst wurden NSU- und BMW-Fabrikate verkauft, später Fahrzeuge von Hanomag, und kurz vor Beginn des Zweiten Weltkriegs beschloss Glöckler, auch den KdF-Wagen zu vertreiben. Nach dem Krieg wurde Glöckler einer der ersten Generalvertreter für Volkswagen. 1950 übernahm er auch die Frankfurter Generalvertretung für Porsche. Das Unternehmen besteht heute aus der Porsche-Vertretung, die anderen Markenvertretungen sind 2006 in einer Transaktion an die Volkswagen AG verkauft worden.
Nach Kriegsende war Walter Glöckler Inhaber des Betriebes. In seiner Freizeit nahm er an zahlreichen Motorrad- und Automobilrennen teil. 1948 baute er mit einigen Mitarbeitern sein erstes eigenes Auto. Bis 1954 folgten sechs weitere Modelle, die sich jeweils durch einen ausgesprochenen Leichtbau auszeichneten. Sie wurden sowohl in Deutschland als auch in den USA erfolgreich eingesetzt. Zunächst bestand keine unmittelbare Beziehung zwischen Porsche und den Glöckler-Fahrzeugen; Glöcklers Konstruktionen entstanden auf eigene Initiative und zunächst vor allem im Hinblick auf seine eigenen Rennaktivitäten. Nachdem die Glöckler-Wagen allerdings einige Erfolge erzielt hatten, übernahm Porsche die Konstruktionen und entwickelte sie zu eigenen Sportwagen fort.
Die Otto Glöckler Sportwagen GmbH besteht nach wie vor. Sie betreibt heute das Porsche-Zentrum in Frankfurt und eröffnete 2014 einen weiteren Betrieb, das Porsche Zentrum Bad Homburg/Oberursel.

## Modelle
Zwischen 1948 und 1954 konstruierte Walter Glöckler zusammen mit Hermann Ramelow, einem Mitarbeiter seines Unternehmens, sieben verschiedene Rennsportwagen. Die Wagen wurden in Glöcklers Werkstätten entwickelt und aufgebaut; die Karosserieteile lieferte der Frankfurter Spengler C.-H. Weidenhausen.
Die Bezeichnungen der einzelnen Fahrzeugtypen differieren in den unterschiedlichen Quellen. In einer jüngeren Veröffentlichung nummeriert die Otto Glöckler Sportwagen GmbH die einzelnen Fahrzeuge in der Reihenfolge ihres Entstehens. Die danach vergebenen Nummern finden sich partiell auch in anderen Veröffentlichungen. Die nachstehende Übersicht folgt diesem Ansatz:

### Nr. 1: Hanomag-Eigenbau
Glöcklers erste Konstruktion entstand 1948. Es war ein leichter Eigenbau, der auf einem Rohrrahmen-Chassis beruhte und technische Komponenten von Hanomag verwendete. Das Auto hatte frei stehende Räder und einen ovalen Kühlergrill mit integrierten Rundscheinwerfern. Walter Glöckler setzte den Wagen beim Schauinslandrennen 1949 ein und siegte mit ihm.

### Nr. 2: Glöckler-Porsche 1100

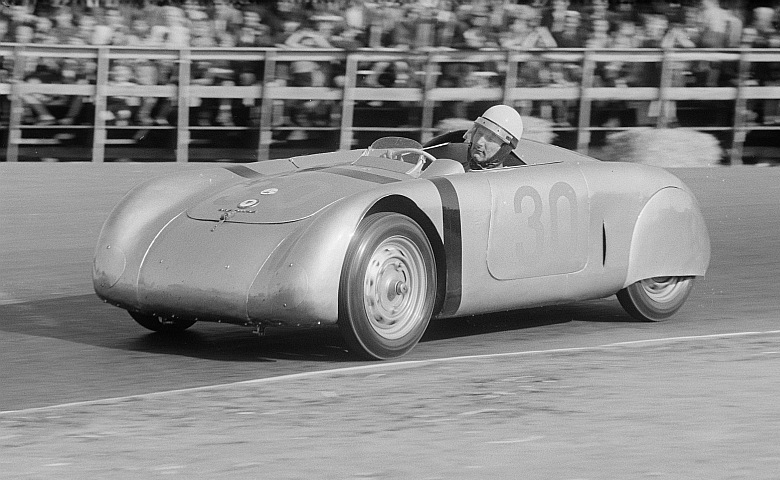
Modell 1950

Das zweite Modell aus Glöcklers Werkstatt hatte ebenfalls einen Rohrrahmen. Vorderachse, Getriebe und Motor wurden dagegen vom Volkswagen bezogen. Der Motor hatte einen Hubraum von 1086 cm³; der Zylinderkopf kam von Porsche. Die Leistung des Motors wurde mit 48 PS angegeben; bei Betrieb mit Alkohol-Kraftstoff erreichte er sogar 62 PS. Der Wagen war als offener Zweisitzer gestaltet; die Aluminiumkarosserie war knapp geschnitten und wies eine Pontonform auf. Insgesamt entstanden zwei Exemplare des 1100.
Der Glöckler-Porsche 1100 gewann dreimal in Folge die deutsche Sportwagenmeisterschaft in der 1100er-Klasse: 1950 mit Walter Glöckler, 1951 mit Hermann Kathrein und 1952 mit Heinz Brendel.

### Nr. 3: Glöckler-Porsche 1500
Glöcklers dritte Konstruktion entstand Anfang 1951. Erneut wurde ein Rohrrahmen verwendet; das Fahrwerk entsprach weitestgehend dem Modell 1100. Als Triebwerk diente ein 1,5 Liter großer Vierzylindermotor von Porsche, der Kolben von Mahle und eine Nockenwelle von Oettinger erhielt. So überarbeitet, leistete das Triebwerk bis zu 85 PS. Der 1500 war wiederum ein offener, sehr niedrig gehaltener Zweisitzer, allerdings konnte mit wenigen Handgriffen ein rundlich gestaltetes Hardtop einschließlich einer Frontscheibe und Flügeltüren aufgesetzt werden, durch das sich die Höchstgeschwindigkeit deutlich erhöhte. Ein besonderes Merkmal des 1500 waren die lang auslaufenden hinteren Radausschnitte. Auf den vorderen Kotflügeln waren die Frontscheinwerfer des VW Käfer installiert.
Walter Glöckler setzte den 1500 erstmals beim Schauinslandrennen im August 1951 ein. Er gewann diese Veranstaltung und konnte im Laufe des Jahres noch einige Geschwindigkeitsrekorde auf europäischen Kursen aufstellen. Ende 1951 übernahm der amerikanische Auto-Importeur Max Hoffman den Glöckler-Porsche 1500. Das Auto wurde 1952 bei einigen Sportwagenrennen in den USA eingesetzt.

### Nr. 4: Glöckler-Porsche 1500 mit Porsche-Fahrgestell
Anfang 1952 stellte Walter Glöckler eine weitere Version des 1500 her. Die Karosserie entsprach dem 1951 aufgebauten Exemplar, allerdings – anders als alle bisherigen Glöckler-Konstruktionen – nicht mit Rohrrahmen, sondern mit einem (verkürzten) Fahrgestell des Porsche 356. Auch die Antriebstechnik wurde unverändert übernommen. Dieses Fahrzeug wird mit unterschiedlichen Bezeichnungen geführt. Aufgrund der übereinstimmenden Karosserie und der identischen Motorisierung wird es vor allem in den USA auch als zweites Modell des Nr. 3 bezeichnet.
Mit dem Nr. 4 gewann Helm Glöckler die deutsche Sportwagenmeisterschaft in der 1,5-Liter-Klasse. Auch dieses Modell wurde nach einigen Einsätzen in Europa an Max Hoffman verkauft, der es mit unterschiedlichen Fahrern bei verschiedenen amerikanischen Berg- und Sportwagenrennen an den Start brachte. Der Glöckler-Porsche erzielte dabei einige zweite Plätze. Dieses Fahrzeug existiert noch. Es wurde im Januar 2008 in Amerika für 616.000 $ verkauft und ein halbes Jahr später beim Pebble Beach Concours d’Elegance gezeigt.

### Nr. 5: Glöckler-Porsche 1100 Roadster
1953 produzierte Walter Glöckler im Auftrag des deutschen Rennfahrers Richard Trenkel eine weitere Version seines Rohrrahmen-Sportwagens, die mit einem 1,1 Liter großen Vierzylinder ausgestattet war. Der Wagen war als Roadster mit knapper Windschutzscheibe karossiert; der Aufbau war so niedrig wie bei keinem anderen Glöckler-Wagen zuvor. Anders als bei den vorherigen Fahrzeugen liefen nun auch die Radausschnitte an der Vorderachse langsam aus. Richard Trenkel gewann mit diesem Fahrzeug die deutsche Sportwagenmeisterschaft 1953.

### Nr. 6: Glöckler-Porsche 1500 Super
Anfang 1953 entstand eine weitere Version des Rohrrahmen-Roadsters. Sie war mit einem Motor des Porsche 1500 Super ausgerüstet, der im Normalbetrieb 70 PS abgab und im Rennbetrieb auf eine Leistung von knapp 100 PS kam. Der Wagen wurde an den Schweizer Rennfahrer Hans Stanek geliefert und war, anders als die bisherigen Glöckler-Modelle, in den Schweizer Rennfarben Weiß und Rot lackiert.
Im Sommer 1953 lieferte das Karosseriebauunternehmen C.-H. Weidenhausen zwei identische Karosserien an Porsche. Sie wurden im Porsche-Werk mit eigener Technik und einem den Glöckler-Konstruktionen sehr ähnlichen Rohrrahmen versehen. Bei diesen Fahrzeugen handelte es sich um die ersten beiden Exemplare des Porsche 550, der damit unmittelbar auf den Glöckler-Porsche von 1953 zurückgeht. Einige Quellen berichten, dass sich Porsche bei der Entwicklung des 550 unmittelbar von Glöcklers Konstruktion beeinflussen ließ.

### Nr. 7: Glöckler-Coupé

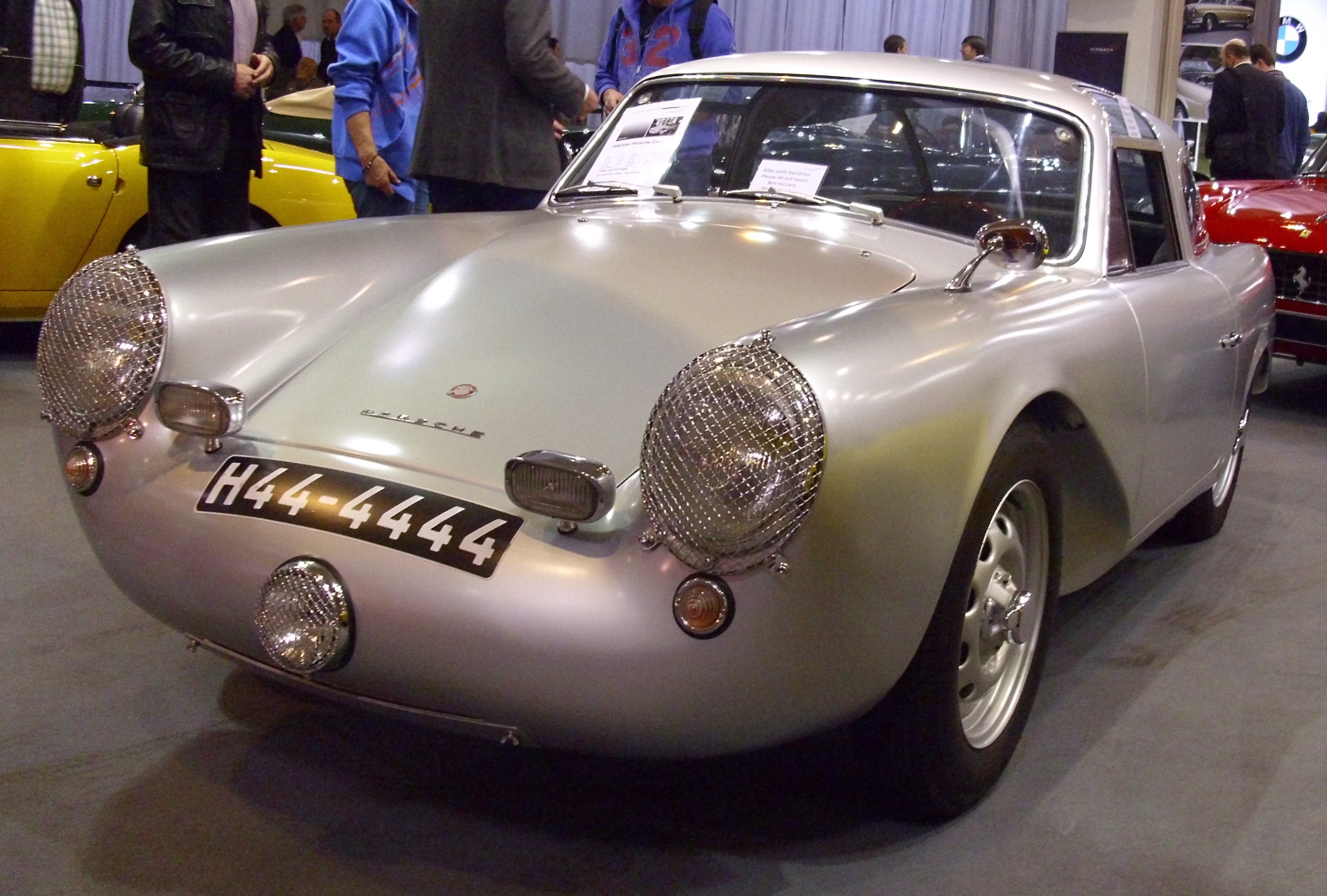
Glöckler-Coupé

Ein letztes Glöckler-Modell entstand 1954. Es handelt sich um ein kompaktes Coupé mit Stufenheckkarosserie, einer großen Panoramaheckscheibe und konkav geformten vorderen Radausschnitten. Als erster Renneinsatz des Coupés war die Mille Miglia 1954 vorgesehen; das Auto wurde allerdings nicht rechtzeitig fertiggestellt. Stattdessen debütierte das Coupé bei der Langstreckenfahrt Lüttich–Rom–Lüttich unter Helm Glöckler/Max Nathan. Am Start gab es Probleme mit der Ölversorgung; gleichwohl gelang es Glöckler, das Rennen zu beenden.
Nach diesem Renneinsatz befand sich das Coupé für etwa ein halbes Jahr im Porsche-Werk. Ende 1954 wurde es an einen amerikanischen Kunden verkauft. Wenig später erlitt er bei einem Unfall einen schweren Karosserieschaden, der nur notdürftig repariert wurde. Der Wagen stand einige Jahrzehnte in Los Angeles; seit 1994 steht er in Deutschland. Ab 2005 wurde das Coupé vom Restaurationsbetrieb Ulrich Weinberg aufwändig restauriert.